# Bandera de la Tierra
La bandera de la Tierra es una bandera ficticia, ya que no ha sido adoptada de manera oficial por ningún organismo internacional. Representa al planeta tierra como entidad geográfica sin más, sin acepciones políticas, religiosas ni demográficas. Existen diferentes propuestas.

## Bandera del Día de la Tierra
La propuesta más conocida es la diseñada por el activista del pacifismo estadounidense John McConnell. En ella, sobre paño azul oscuro, figura una imagen del planeta obtenida por la NASA el 7 de diciembre de 1972. Esta bandera está asociada con el Día de la Tierra con el que se intenta concienciar a la población de los problemas ambientales. Ha sido utilizada desde la cuarta celebración del Día de la Tierra, que tuvo lugar el 22 de abril de 1973. Dicho festival se ha celebrado desde el 22 de abril de 1970.

### Versiones

Diseño original de McConnell.
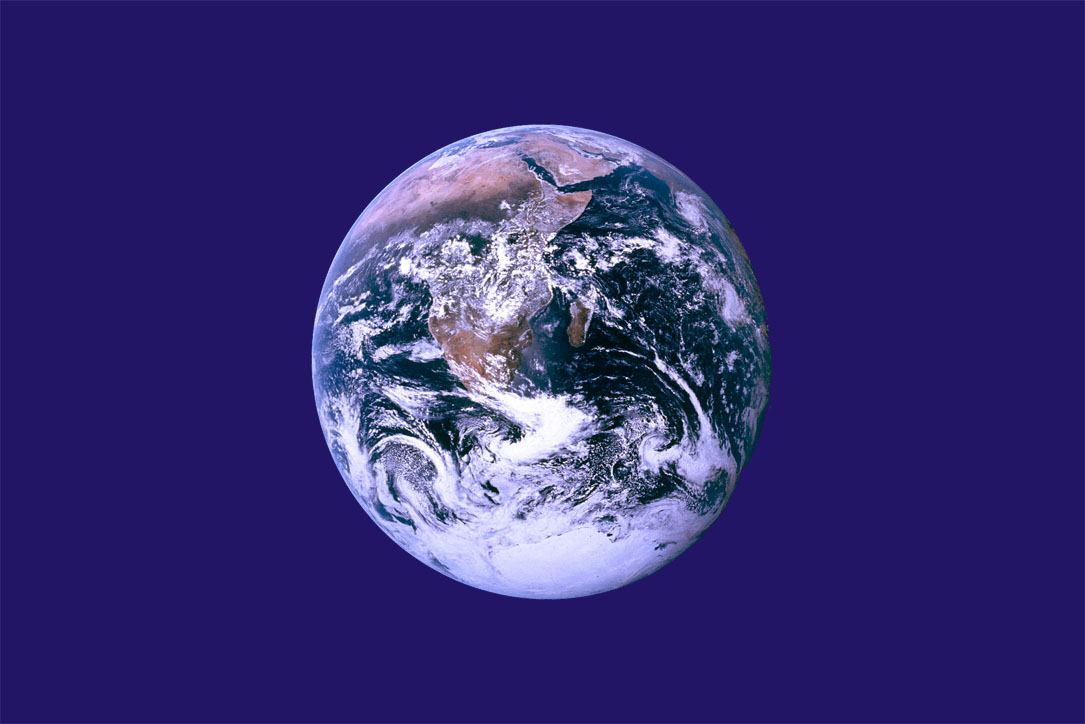
Diseño actualizado de McConnell.

## Propuesta de Quesada López

Bandera de la Tierra propuesta por Pedro Manuel Quesada López.

En 2008, el español Pedro Manuel Quesada López presentó una nueva propuesta en el XXIII Congreso Nacional de Vexilología de España, celebrado en Basauri. Se trata de una bandera de proporciones 2:3 (aunque se podría adaptar a las proporciones características de cada nación para ondear juntas), compuesta de cuatro franjas verticales: desde el asta hacia el batiente, una franja azul oscuro (B+) de un ancho equivalente a 3/4 del largo de la bandera (el 75% del paño), otra franja de color verde oscuro (V+) de un ancho equivalente a 1/10 del largo de la bandera (el 10% del paño), otra franja de color marrón (M) de un ancho equivalente a 1/10 del largo de la bandera (el 10% del paño), y, finalmente otra franja de color naranja (O), de un ancho equivalente a 1/20 del largo de la bandera (el 5% del paño).

## La Bandera Internacional del Planeta Tierra

Propuesta de Oskar Pernefeldt

En mayo de 2015 un artista sueco, Oskar Pernefeldt, propuso formalmente la Bandera Internacional del Planeta Tierra. Fue concebida para ser usada en las expediciones espaciales y tiene dos intenciones principales:
1. Ser usada para representar el planeta Tierra.
2. Recordar a la gente de la Tierra que compartimos este planeta, sin importar las fronteras nacionales. Que debemos cuidar unos de otros y el planeta donde vivimos.

Los creadores predicen que será eventualmente usada en el aterrizaje en Marte en 2025 o en una futura colonia en ese planeta. La bandera es utilizada por grupos científicos con intención de implementar una base en Marte. El diseño de la bandera consiste en seis anillos intercalados entre sí y un fondo azul marino. Los anillos están centrados en la bandera formando una flor en el medio, representando la vida en la Tierra. La intersección de los anillos representa que todo en la Tierra está conectado directa o indirectamente. Los anillos están organizados en un diseño de borromeo,[cita requerida] representando como ninguna parte de la Tierra puede ser apartada sin colapsar toda la estructura. Finalmente, el azul marino representa el océano y la importancia del agua para la vida en la Tierra.

## "Bandera de la Tierra" de James W. Cadle

Bandera de la Tierra de James Cadle.

Otra bandera de la Tierra fue creada también en torno a 1970 por un granjero de Homer (Illinois) llamado James W. Cadle. La versión de Cadle de la bandera de la Tierra consiste en un círculo azul representando a la Tierra en el centro de la bandera, un segmento de un gran círculo amarillo representando al Sol y un pequeño círculo blanco representando a la Luna, todo sobre un fondo negro. Es particularmente popular entre los investigadores del SETI y es usado por el SETI en todo el mundo. La bandera ondea en el Radio Observatorio de la Universidad Estatal de Ohio y fue izada a media asta cuando murió Carl Sagan. Bandera de la Tierra Co. Internacional fue fundada también por Cadle que vendió la bandera. La Bandera de la Tierra se convirtió en dominio público en 2003.
YouTube utiliza una pequeña imagen en miniatura de esta bandera junto al nombre de un usuario cuando el sitio no puede determinar la ubicación geográfica en un comentario posterior.

### Otras versiones de esta bandera

Versión alternativa de James W. Cadleen.
Versión alternativa de James W. Cadleen.
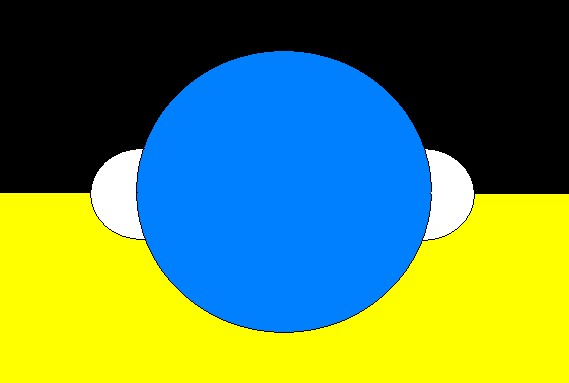
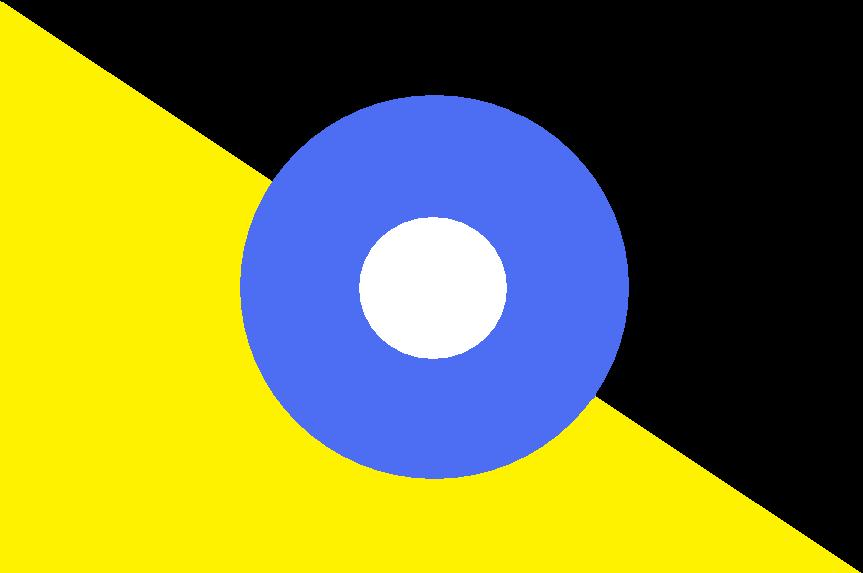
2004
2015

## Bandera de la Paz Mundial

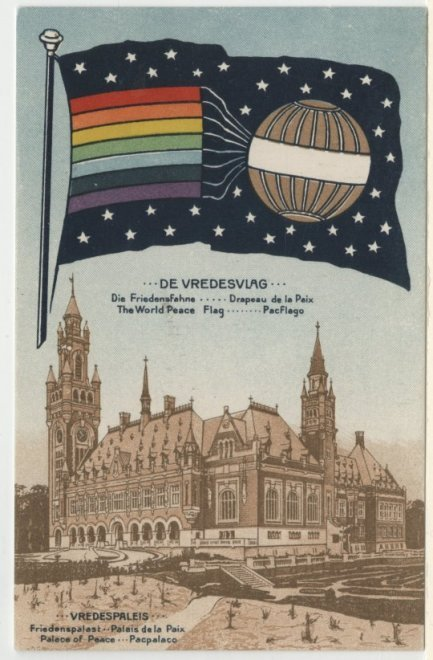
Ilustración de la bandera de Van Kirk

James William van Kirk, un ministro de Youngstown, Ohio, diseñó una bandera de la paz con una bandera del arcoíris dentro de ella, estrellas y una esfera. Con esta bandera, hizo un tour por la paz a través de Europa dos veces. El Congreso Universal por la Paz adoptó esta bandera como su bandera Mundial por la Paz.

## Banderas de la Paz
En el año 2016, por iniciativa de Trapped in Suburbia, expertos en comunicación global, con el apoyo de UNESCO, fueron diseñadas una bandera de la paz por cada país, encargando su diseño a destacados artistas y diseñadores gráficos de cada país. La idea nació dada la dificultad de consenso sobre una bandera única, ya que los símbolos, los conceptos de paz e incluso los colores tienen diferentes significados en diferentes culturas. Por otra parte, la globalización ha hecho ver la importancia de respetar lo local dentro de un contexto global.

## Bandera de las Naciones Unidas

Bandera de la ONU.

La bandera de la ONU ha sido usada para indicar la unidad mundial, aunque técnicamente solo representa a esta organización en sí. Tiene una representación geográfica del planeta, y su popularidad y amplio uso la sitúan como una de las banderas mejor conocidas para representar a la Tierra. Durante los planes de las misiones de la NASA para llevar al hombre a la Luna, se sugirió que la bandera de la ONU fuera usada en lugar de la bandera de los Estados Unidos.

## Bandera mundial

Bandera mundial en 2006

La bandera mundial (the World Flag) es una bandera internacional creada en 1988 por Paul Carroll (un ciudadano estadounidense) para aumentar la conciencia de los desafíos comunes para la humanidad con respecto a la globalización en el mundo actual. En centro de la bandera, hay un mapa del mundo rodeado por las banderas de 216 países y territorios, así como la bandera de la ONU.

## "Bandera Mundial" de Anne Kirstine Rønhede

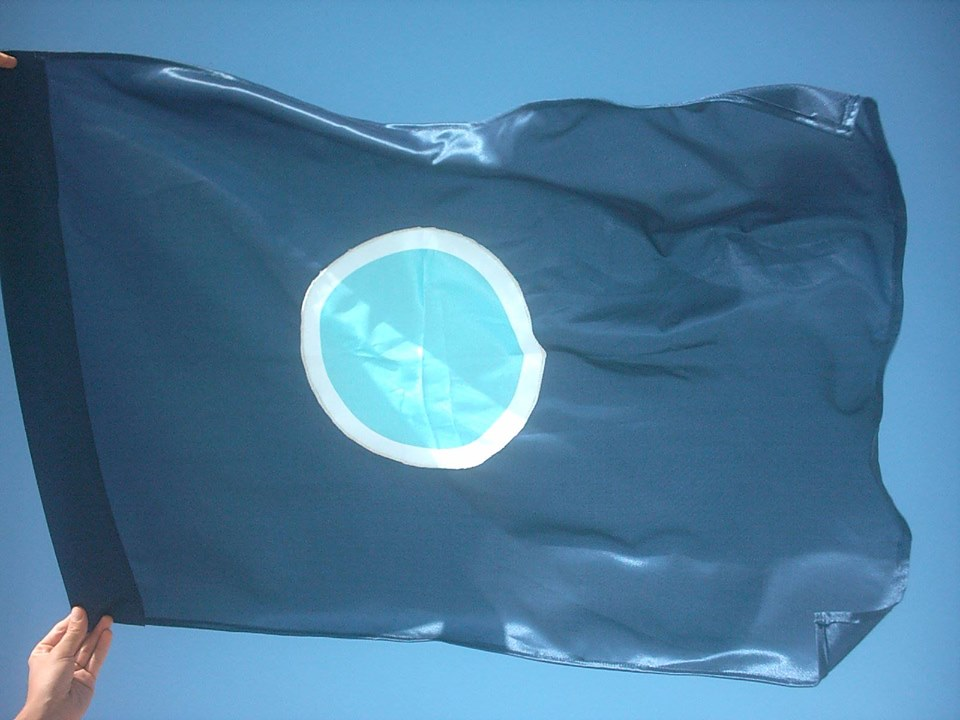
Bandera Mundial.

Otro ejemplo de una Bandera Mundial es la que fue concebida por Anne Kirstine Rønhede alrededor de 2000. La propuesta aspiraba a ser un símbolo, que no perteneciese a ninguna organización, de coexistencia y paz. Esta bandera fue supuesta para existir ajena a las banderas nacionales. Fue diseñada para ser sencilla de hacer y que todo el mundo que quisiera pudiese hacer una. Los colores simbolizan la Tierra con su atmósfera en medio del Universo.

## Otras propuestas

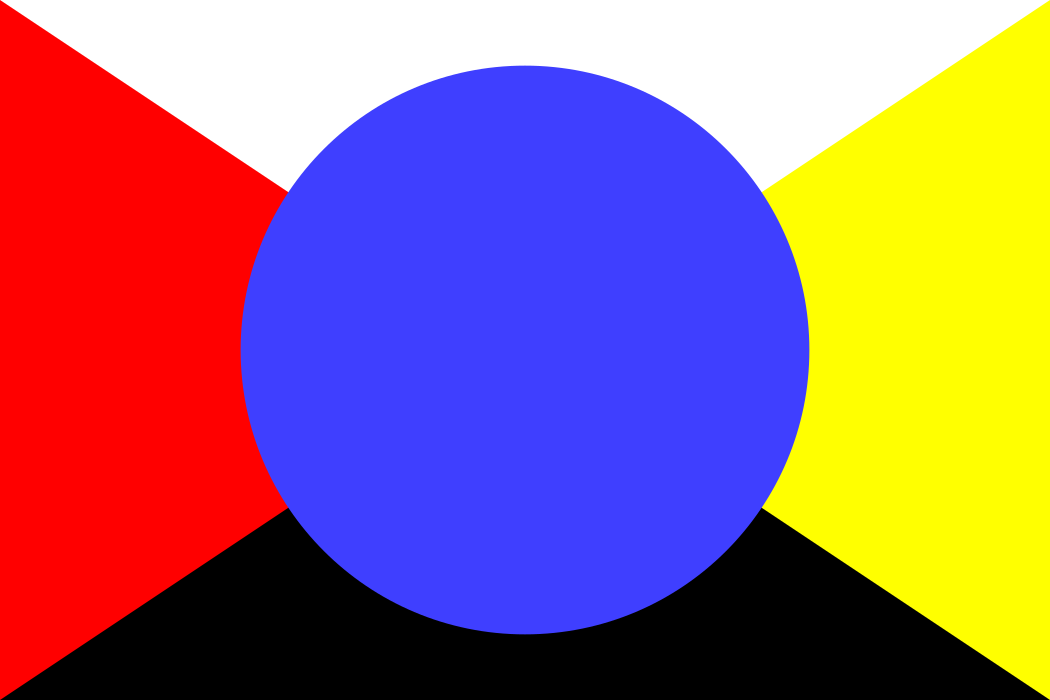
Bandera de la Tierra propuesta por Jean-Sylvainkk Delroux, realizada en 1970.
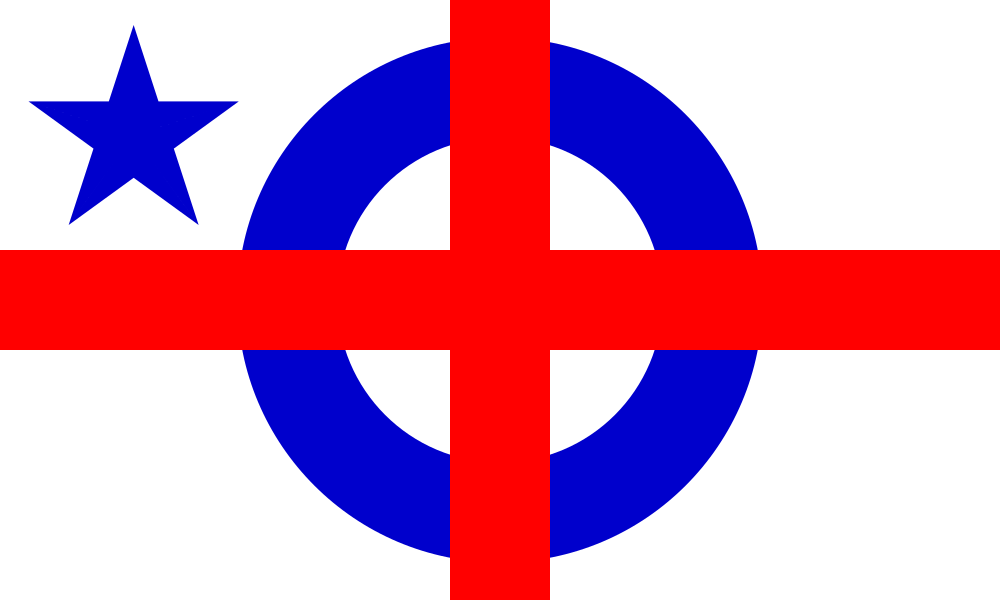
Bandera de la Tierra propuesta por George Dibbern, realizada en 1940.
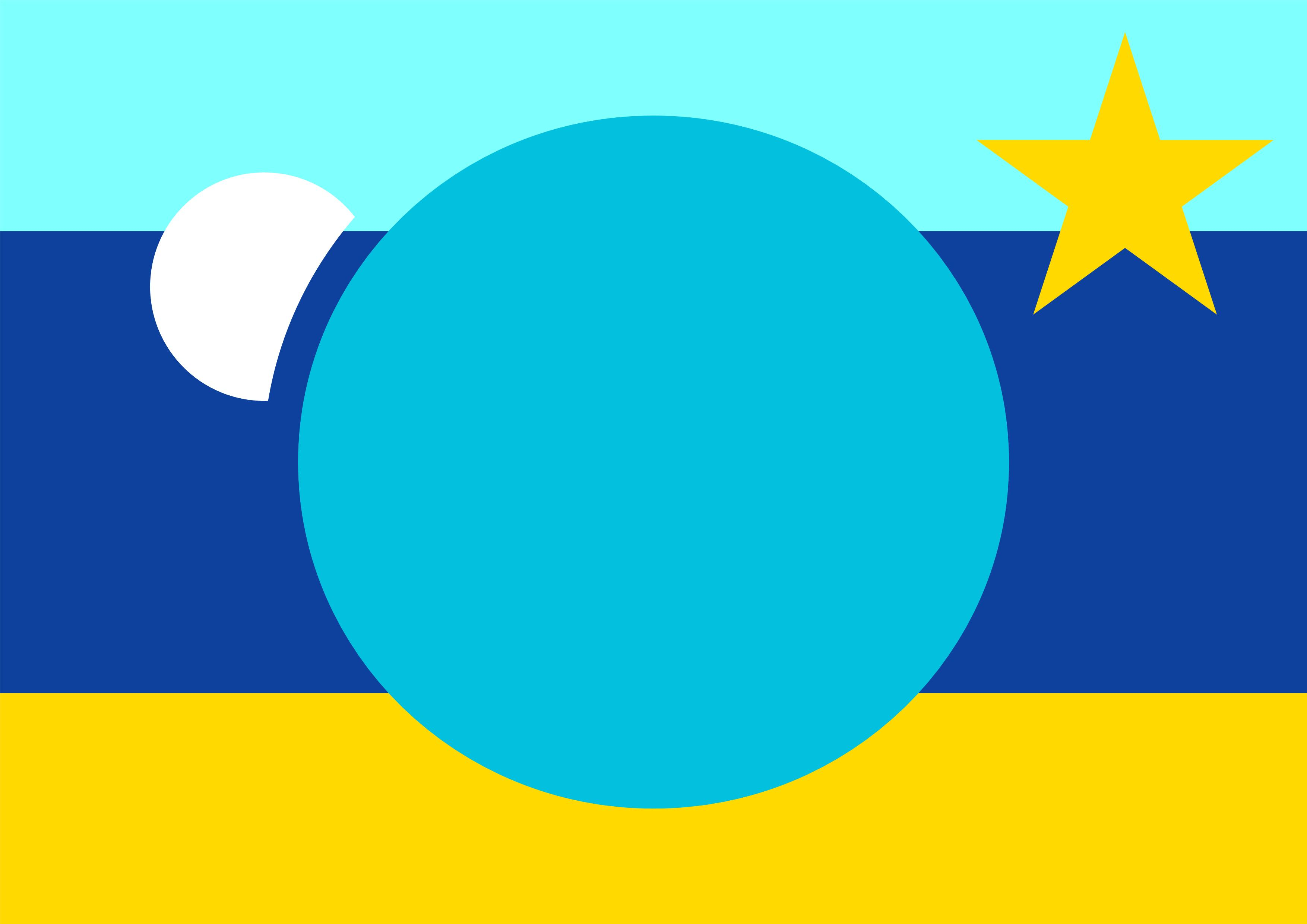
Bandera para el planeta Tierra, por Luis Alonso Salvador realizada en 1994.
Bandera de la Tierra propuesta por Pablo Carlos Budassi, realizada en 2009.
Bandera Olímpica
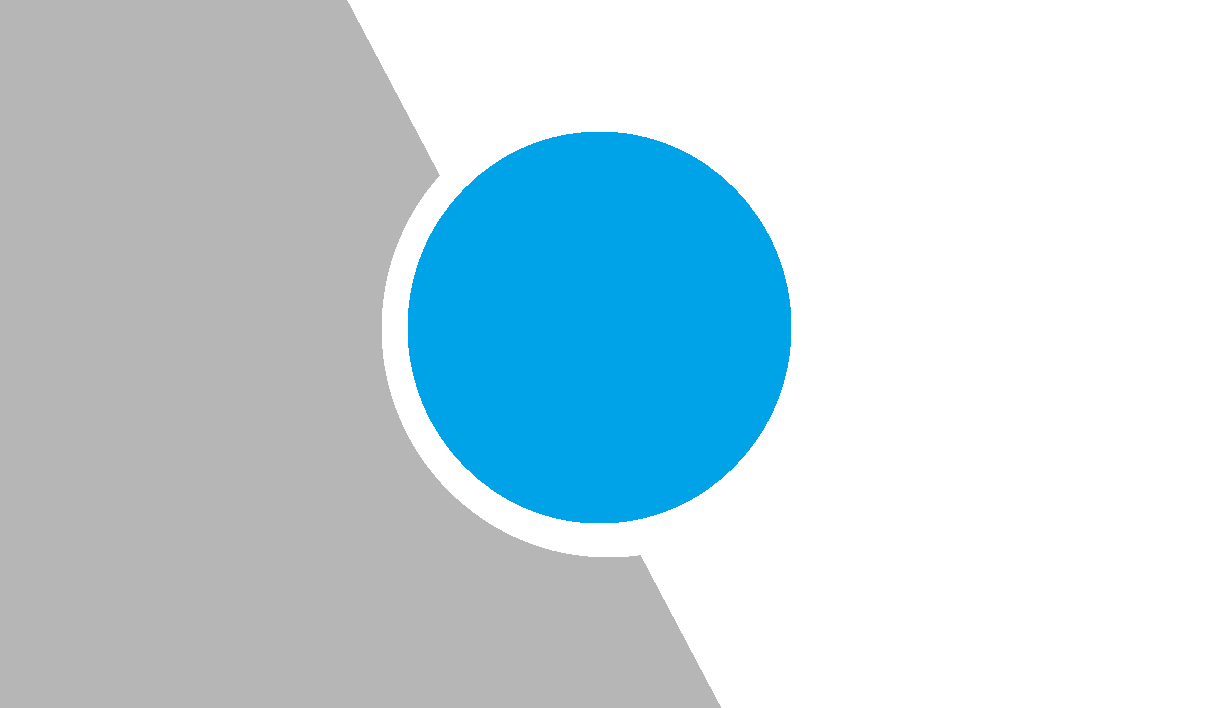
Propuesta de THE MARS GENERATION (serie)
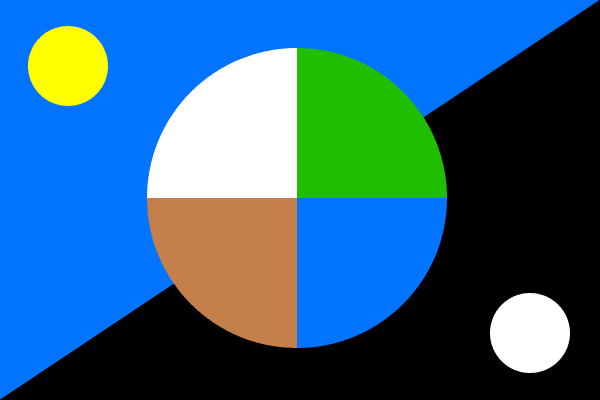
Bandera de la World Moon Society
Diseño popularizado por Futurama (serie)
Una bandera propuesta para el planeta Tierra creada en 2011.
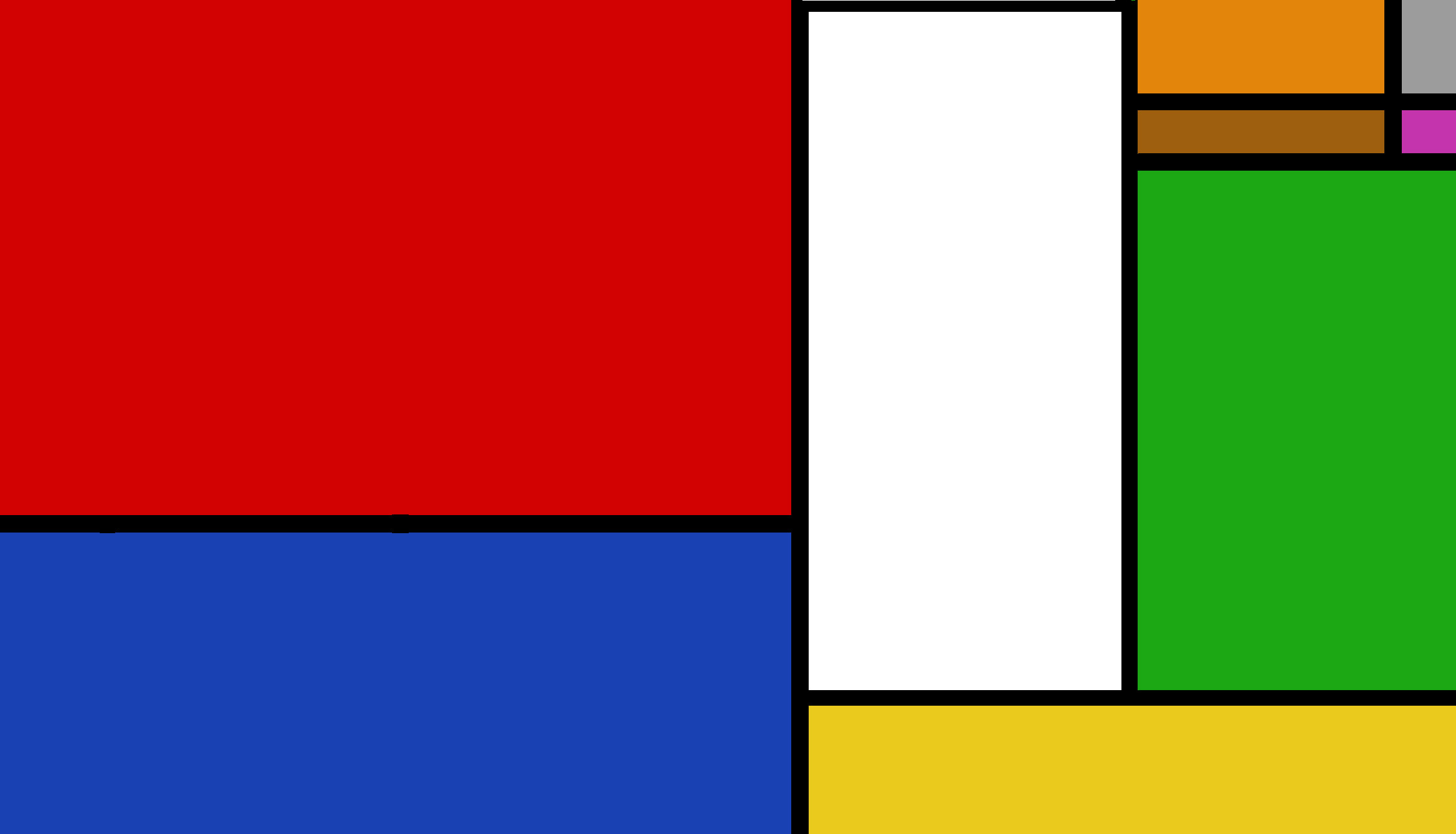
Propuesta de Brandpowder
Bandera de la Tierra (2013).
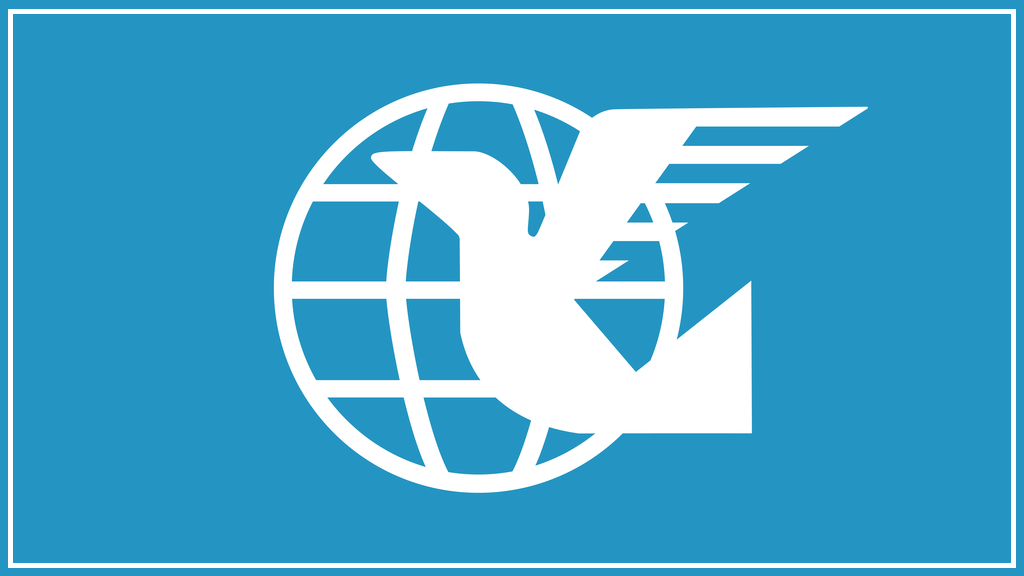
Bandera Fuerzas Aliadas de la Tierra de Aldnoah Zero (serie)
Variante de la Bandera Internacional del Planeta Tierra de Oskar Pernefeldt
Una propuesta de bandera del Planeta Tierra basada en la Bandera de las Naciones Unidas.